# مجلس الأمن الداخلي
مجلس الأمن الداخلي (HSC) (بالإنجليزية: The Homeland Security Council) أو مجلس أمن الوطن هو كيان داخل المكتب التنفيذي لرئيس الولايات المتحدة المكلف بتقديم المشورة للرئيس بشأن المسائل المتعلقة بالأمن الداخلي. مستشار الأمن الداخلي الحالي هي ليزا موناكو التي تحمل رتبة مساعد الرئيس لشؤون الأمن الداخلي ومكافحة الإرهاب.

## تاريخه وأسباب نشأته
أنشأ بموجب الأمر التنفيذي 13228 في 29 تشرين الأول 2001، وتوسع بعد ذلك بتوجيه من رئاسته. شغل منصب خلفا لمكتب الأمن الداخلي، التي أنشئت في 20 سبتمبر 2001، مباشرة بعد هجمات 11 سبتمبر ايلول. دونت الكونغرس في وقت لاحق من HSC في قانون الأمن الوطني لعام 2002 متهمين إياها تقديم المشورة للرئيس بشأن المسائل الأمن الداخلي.
في 23 فبراير 2009، أصدرت إدارة أوباما الرئاسية دراسة التوجيه 1. أمرت هذه المذكرة على مراجعة مشترك بين الوكالات للأمن الداخلي ومكافحة الإرهاب هيكل البيت الأبيض لمدة 60 يوما. وأوصى الاستعراض أن الرئيس دمج موظفي دعم مجلس الأمن الداخلي مع الموظفين دعم مجلس الأمن القومي. وفي 26 مايو 2009، وقعت باراك أوباما على توصية لدمج مجلس الأمن الداخلى ومجلس الأمن القومي من موظفي إلى إحدى أركان الأمن الوطني. في 10 فبرايرأو إعادة تسميته 2014 الرئيس أوباما هيئة الأركان الأمن القومي موظفي مجلس الأمن القومي (NSC). 